# Place Maubert
Place Maubert je náměstí v Paříži. Nachází se v 5. obvodu.

## Poloha
Na pentagonální náměstí vedou ulice Rue Maître-Albert, Boulevard Saint-Germain, Rue Lagrange a Rue Frédéric-Sauton. Pod náměstím leží stanice metra Maubert – Mutualité.

## Historie
Náměstí vzniklo na počátku 13. století, když zde byly v roce 1210 postaveny domy. Jeho jméno je zkomoleninou jména Albert, opata kláštera Sainte-Geneviève.
Dne 12. května 1588 zde vznikly první barikády přívrženců Katolické ligy za podpory Jindřicha de Guise. Na náměstí se rovněž konaly popravy. Dne 3. srpna 1546 zde byl upálen i se svými knihami humanista Étienne Dolet (*1509). Jeho bronzová socha zde byla odhalena 19. června 1889. V roce 1904 byl naproti soše vztyčen mramorový pomník lékaře a teologa Michela Serveta (1511-1553), kterého naopak upálili protestanti. Tato socha byla přemístěna na Square Aspirant-Dunand ve 14. obvodu. Bronzová socha byla v roce 1942 zabavena okupačními úřady při sběru kovu pro válečné účely a nebyla nikdy obnovena.
V roce 1547 byl na náměstí přeložen trh s potravinami z ostrova Cité, který byl příliš malý. Dnes se zde trh pořádá každé úterý, čtvrtek a sobotu.